# هرسیلیا

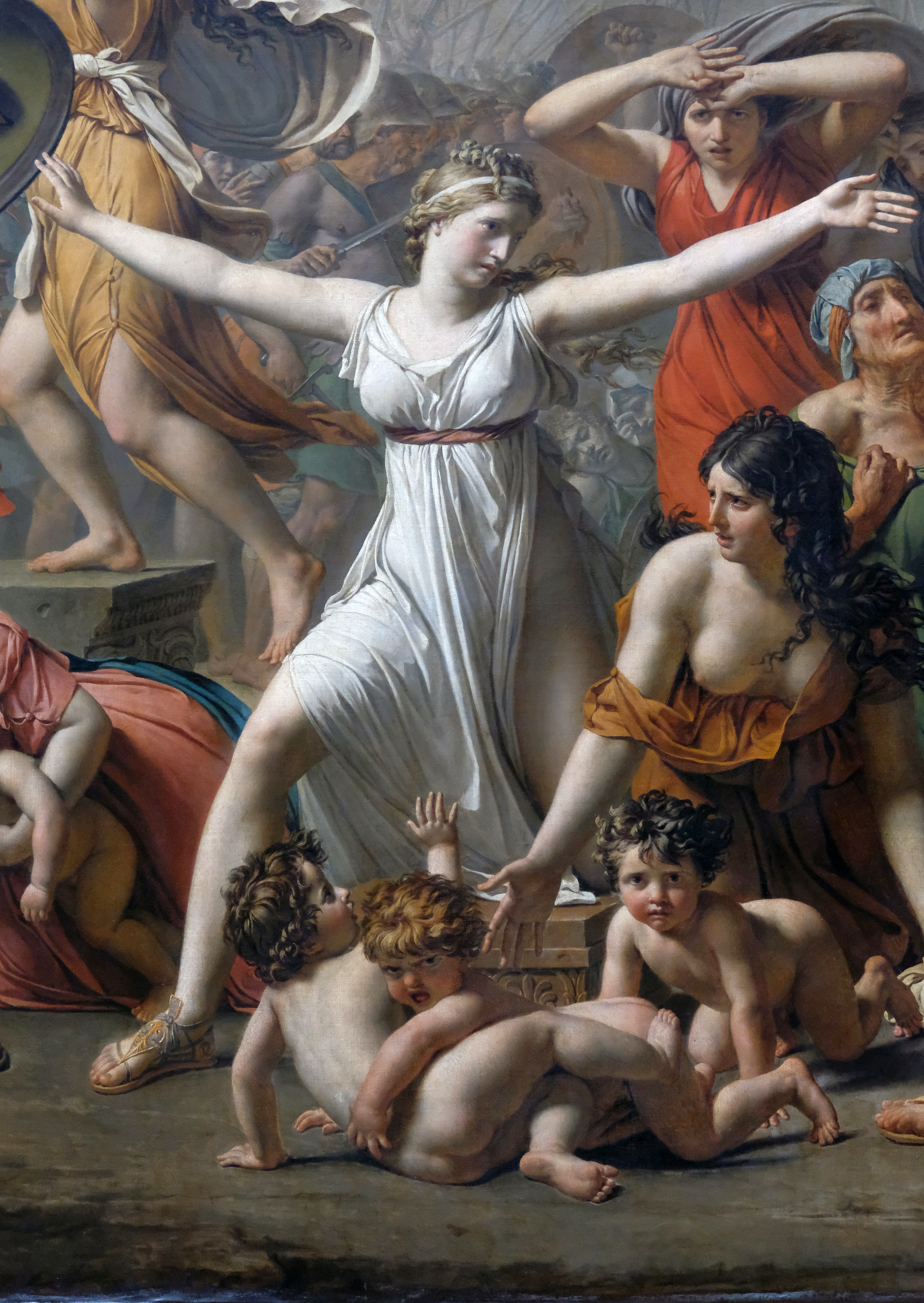
هرسیلیا در تابلوی مداخله‌ی زنان سابین، اثر ژاک-لویی داوید (۱۷۹۹)

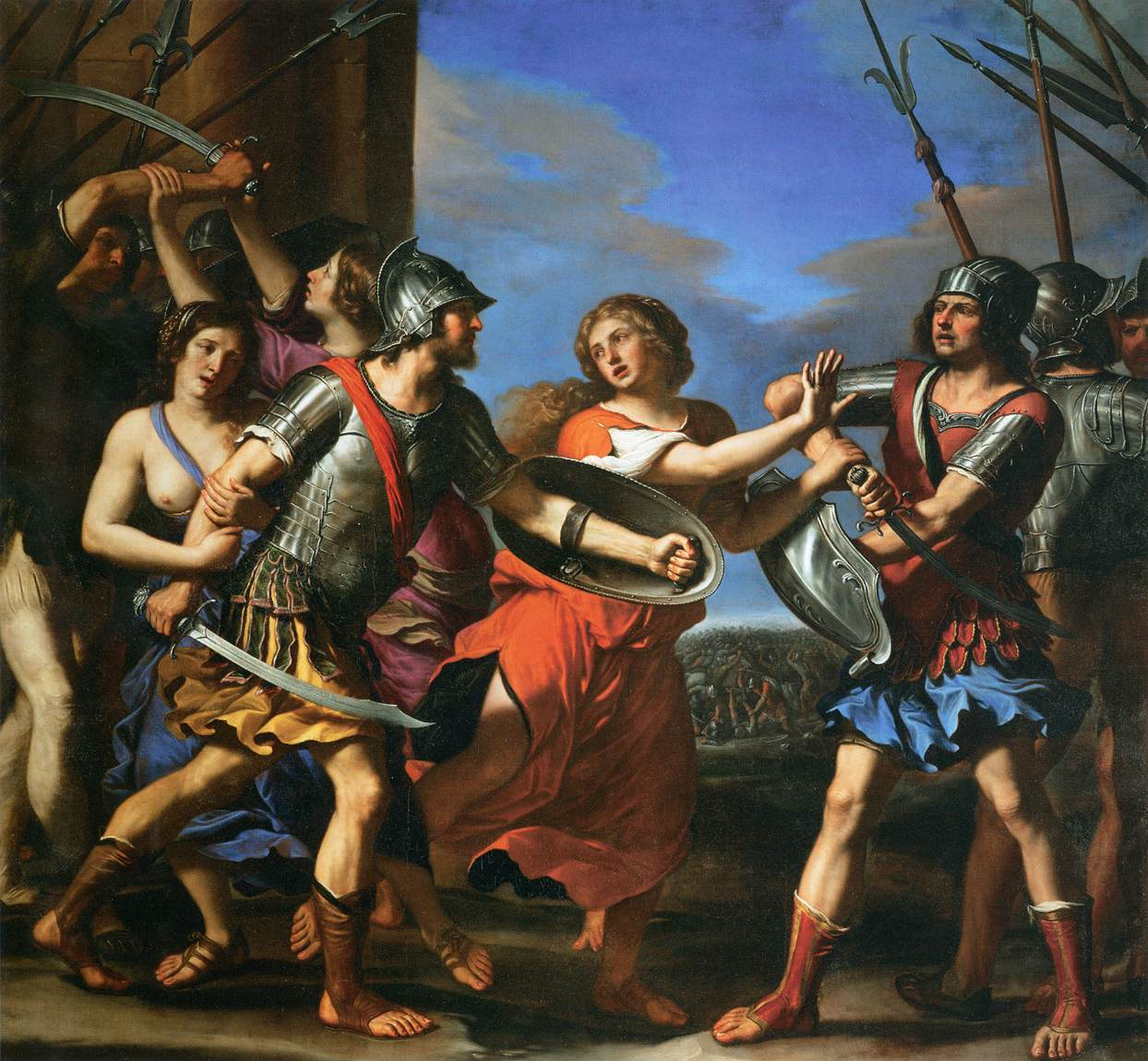
هرسیلیا رومولوس و تیتوس تاتیوس را از یکدیگر جدا می‌کند. (اثر گوئرچینو)

هرسیلیا (به لاتین: Hersilia) از شخصیت‌های افسانه‌‌ی پیدایش روم بود که شهرتش به‌خاطر پایان دادن به جنگ بین پادشاهی روم و سابین‌هاست. او در نوشته‌های تیتوس لیویوس و پلوتارک همسر رومولوس ــ بانی روم و نخستین شاه آن ــ است اما در نوشته‌های دیونوسیوس هالیکارناسی و ماکروبیوس همسر هوستیوس هوستیلیوس، از قهرمانان جنگ دریاچه‌ی کورتیوس، می‌باشد. اگر روایت دوم را بپذیریم، او مادربزرگ سومین شاه روم، تولوس هوستیلیوس، می‌شود.
تیتوس لیویوس در جلد نخست کتاب از پیدایش روم، فصل یازدهم، نقل می‌کند که پس از ربودن زنان سابین هرسیلیا از شوهرش خواست والدینِ باکرگانِ ربوده‌شده را ببخشد و در شهروندی روم در بیاورد:
Antemnatium exercitus hostiliter in fines Romanos incursionem facit. raptim et ad hos Romana legio ducta palatos in agris oppressit. [2] fusi igitur primo impetu et clamore hostes; oppidum captum; duplicique victoria ovantem Romulum Hersilia coniunx precibus raptarum fatigata orat, ut parentibus earum det veniam et in civitatem accipiat; ita rem coalescere concordia posse. [3] facile impetratum.
یک سپاه آنتم‌ناتان بر قلمرو رومیان حمله‌ای خصمانه برد. فوراً، رومیان یک لژیون رومی برضدشان فرستادند و ایشان را، که در اراضی سرگردان بودند، غافلگیر کردند. پس چون دشمن با نخستین بانگ و حمله هزیمت شد، شهرش هم متصرف شد. در حالی‌که رومولوس از این پیروزی دوگانه سرخوش بود، همسرش هرسیلیا، که از التماس‌های باکرگانِ ربوده شده به ستوه آمده بود، او را التماس کرد که والدین آنان را ببخشد و در شهروندی بپذیرد؛ چه بدینسان قدرتش می‌تواند با صلح‌وسازش تقویت هم بشود. رومولوس خواسته‌اش را با گشاده‌رویی اجابت کرد.»— تیتوس لیویوس، از پیدایش روم، جلد نخست، گفتار ۱۱

همانگونه که رومولوس را با ایزد کوئیرینوس یکی دانستند، هرسیلیا را نیز با ایزد هورا یکی دانستند.